# W Barcelona
Il W Barcelona, conosciuto anche come Hotel Vela è un edificio progettato da Ricardo Bofill, che si trova a Barcellona nel quartiere de La Barceloneta. L'hotel ha aperto il 1º settembre 2009 ed è costato circa 260 milioni di euro.

## Storia
La missione urbana del progetto era quello di fornire un prolungamento a sud della città alla costa.
All'epoca del progetto, l'edificio era costituito da una torre a forma di vela alta 160 metri. Il comune, tuttavia, costrinse l'architetto ad abbassare l'altezza a 99 metri in modo tale da non alterare lo skyline di Barcellona.

## L'edificio
L'edificio, progettato dall'architetto Ricardo Bofill, sorge su un terreno di 7 ettari sottratti al mare per la costruzione del nuovo ingresso del porto. Dall'interno dell'atrio si gode di una splendida vista sul mare.
L'hotel, accreditato di 5 stelle dispone di 473 camere, 67 suite, 400 dipendenti, un bar panoramico con vista panoramica sulla città, un centro benessere e una palestra, piscine interne ed esterne, terrazze, spiaggia, ristoranti, discoteca e altre strutture raggruppate in una terrazza.
Come complemento all'edificio, Bofill ha collocato nell'adiacente Plaça de la Rosa dels Vents una scultura intitolata Les quatre barres de la senyera catalana, in omaggio alla bandiera catalana.

## Controversie
L'hotel è stato costruito sul terreno appartenente all'Autorità Portuale di Barcellona, circostanza che ha causato dei contrasti con gli abitanti del quartiere che sostengono che la legge prevede la costruzione di un edificio su terreni bonificati dal mare solo se sono installati impianti portuali.  Inoltre i frequentatori delle spiagge di Barceloneta e San Sebastian sostengono che, a causa del prolungamento del molo a seguito della costruzione dell'hotel, è stata modificata la corrente marina. Infine, altra controversia che ha portato diverse persone a chiedere l'abbattimento dell'hotel è la distanza non a norma di legge (solo 20 metri) dalla battigia.